# Самба-пурана
«Са́мба-пура́на» (IAST: Sāmba Purāṇa) — индуистский текст на санскрите, одна из Пуран, относимых к категории упа-пуран. Текст посвящён богу Солнца Сурье и является основным священным писанием для последователей индуистской традиции саурья. В опубликованной редакции, «Самба-пурана» состоит из 84 глав. Эта Пурана написана в форме беседы между правителем династии Икшваку Брихадбалой и ведийским мудрецом Васиштхой. В «Самба-пуране» описывается история о том, как сын Кришны Самба получает проклятие от своего отца и заболевает проказой. Построив Сурье храм в Митраване, на берегу реки Чандрабхага, Самба поклоняется в нём и получает исцеление от своего недуга. В последних главах «Самба-пураны» заметно сильное влияние тантрической традиции.